# Греки-мусульмане

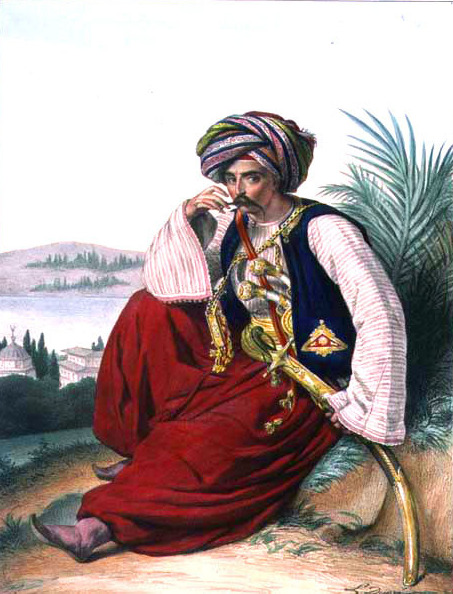
Грек-мусульманин мамлюк (Луи Дюпре, масло на холсте, 1825)

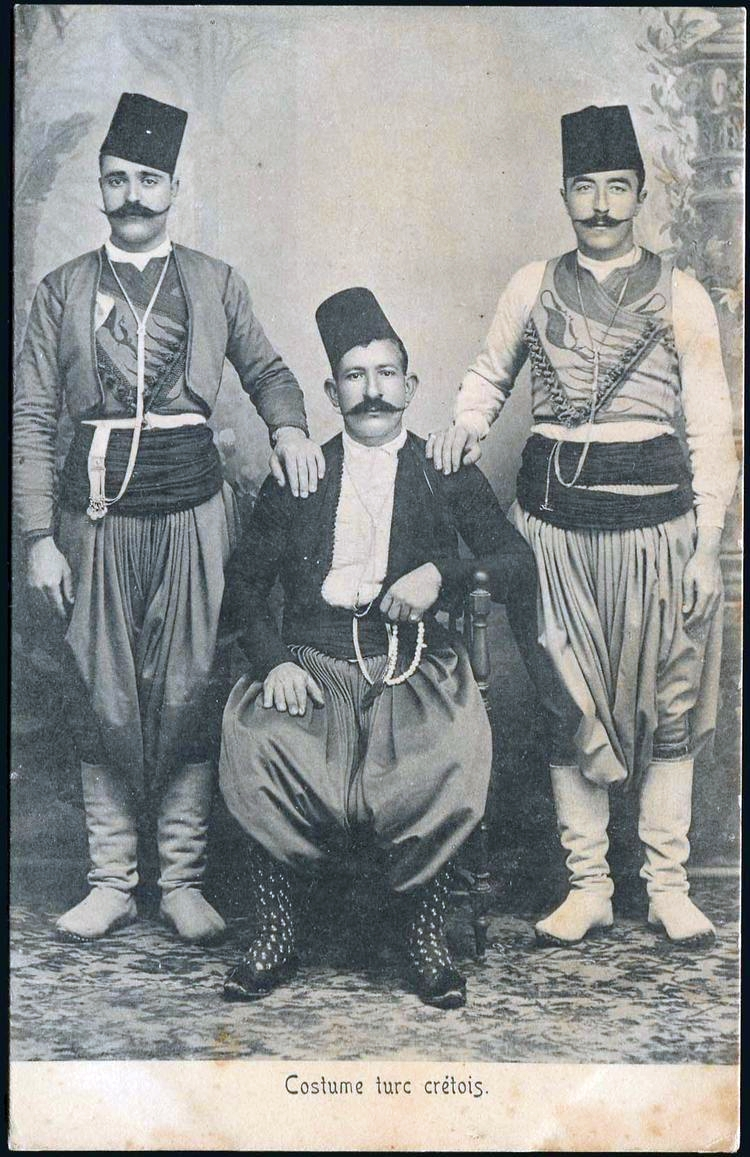
Критские мусульмане, XIX-XX века.

Справа: Осман Хамди-бей (1842–1910) — государственный деятель Османской империи, археолог, интеллектуал, искусствовед и новаторский художник греческого происхождения. Он был основателем Стамбульского музея археологии и Стамбульской академии изящных искусств (Sanayi-i Nefise Mektebi на турецком языке), известной сегодня как Университет изящных искусств имени Мимара Синана.
Греки-мусульмане, или грекоязычные мусульмане — мусульмане греческого происхождения, живущие в основном в Турции, Греции и на Ближнем Востоке. Понятие «греки-мусульмане» не следует путать с понятием «мусульмане Греции». Последнее может включать себя как собственно греков, исповедующих ислам, так и представителей турецкого, албанского, помакского и цыганского меньшинств в Греции. Большинство греков-мусульман покинуло Грецию и переселилось в Турцию в результате греко-турецкого обмена населением в 1920-х годах, по Лозаннскому мирному договору. По договорённости между двумя странами, религия явилась основным критерием для переселения, в то время как языковым фактором стороны пренебрегли (см. ст. Караманлиды).

## В Турции
Грекоязычное мусульманское население Турции представлено как автохтонами (потомками исламизированных греков Византии, сохранившие родной язык), так и потомками иммигрантов-мусульман из Балкан. Различаются следующие группы:

### Понтийские греки-мусульмане
Понтийцы, этнографическая группа греков, проживающая в районе Трабзона, исторически подверглась сильной туркизации, выразившейся в смене религии и частичной смене языка. По данным фольклориста Омера Асана, в 1996 году в Турции проживало 300 тысяч людей понтийско-греческого происхождения. Как и большинство турок, они принадлежат к ханафитской ветви суннитского толка ислама. Распространены суфийские учения кадырия и накшбанди. Община в целом демонстрирует сильную приверженность исламу. В околонаучной литературе бытует идеализированное мнение, будто среди понтийцев Турции по сей день распространено криптохристианство. Сохраняется владение понтийским диалектом греческого языка (который считают старым языком), называют себя туркос.

### Критские греки-мусульмане
Критские мусульмане, также называемые критскими турками, — потомки исламизированных греков Крита, по большей части вытесненные с острова православным населением. Греческим сегодня владеют лишь несколько представительниц старшего поколения, называющих свой язык «критским» (греч. «критика», тур. «гиритче»). Иммиграция в Турцию протекала в виде трёх волн — после 1897 года (обретение Критом автономии), после 1908 года (присоединение Крита к Греции) и в особенности в 1920-х годах, в результате обмена населением. Основная их масса расселилась на эгейском и средиземноморском побережье Турции от Чанаккале до Искендеруна, часть переселенцев осела на Ближнем Востоке, а также в Ливии (в Триполи и в особенности Бенгази и его окрестностях, где сегодня их можно вычислить по греческим фамилиям) и Египте (в Александрии).

### Эпирские греки-мусульмане
Мусульмане Эпира, называемые по-турецки «яньялы» (букв. «янинцы») и по-гречески «туркояниотис», прибыли в Турцию в 1912 и после 1923 года. Несмотря на то, что большинство мусульман Эпира являлись этническими албанцами, общины греков-мусульман существовали в городах Янина, Превеза, Парамитья, Сули, Маргарити, Лурос и Коница. Первым переводчиком работ Аристотеля на турецкий язык был грек-мусульманин из Янины — Ходжа Эсад-эфенди (XVIII век). Сегодня община полностью интегрирована в турецкое общество.

### Македонские греки-мусульмане
Мусульмане, проживавшие в долине реки Альякмон в Македонии, говорили по-гречески. Их предки-христиане перешли в ислам в XVII—XVIII веках. Эта группа известна под общим названием «валлаадис». В Турцию они прибыли в 1923 году и сегодня полностью ассимилировались среди турок, хотя знание греческого языка отчасти сохраняется. Несмотря на смену веры, обычаи македонских греков-мусульман обнаруживают отголоски христианской культуры, как то празднование Нового года и потребление хлеба «василопита» (традиция, восходящая к Св. Василию Кесарийскому). По расчётам Тодора Симовского, в 1912 году во всей Греческой Македонии проживало 13.753 грека-мусульманина.

### Кипрские греки-мусульмане
По данным 1878 года, мусульманское население Кипра делилось на две группы: этнических турок и так называемых «нео-мусульман». Последние имели греческое происхождение и говорили на греческом языке. Некоторые из них продолжали тайно исповедовать христианство. Последние кипрские греки-мусульмане покинули остров в 1936 году, поселившись в Анталии, и со временем утратили греческий язык.

## В Крыму
Несмотря на частичную языковую ассимиляцию крымскими татарами (см. ст. Урумы), греки Крыма в целом продолжали исповедовать православие. Незадолго до присоединения Крыма к России в 1777—1778 годах, Екатерина II совместно с Суворовым, Потёмкиным и митрополитом Игнатием организовала переселение христианских общин из полуострова в район современного Мариуполя. Часть греков, ранее отошедших от христианства в ислам или тайно сохранявших приверженность православию в мусульманской среде, осталась в Крыму. Татароязычные греки села Керменчик (переименованного в Высокое в 1945) долго сохраняли греческое самосознание и тайную приверженность христианству. В XIX веке верхняя часть села была населена греками-мусульманами, а нижняя — подселившимися к ним православными греками из Турции. Ко времени сталинской депортации 1944 года, мусульманское население Керменчика уже идентифицировалось как крымские татары, разделив судьбы последних и будучи переселённым в Среднюю Азию.

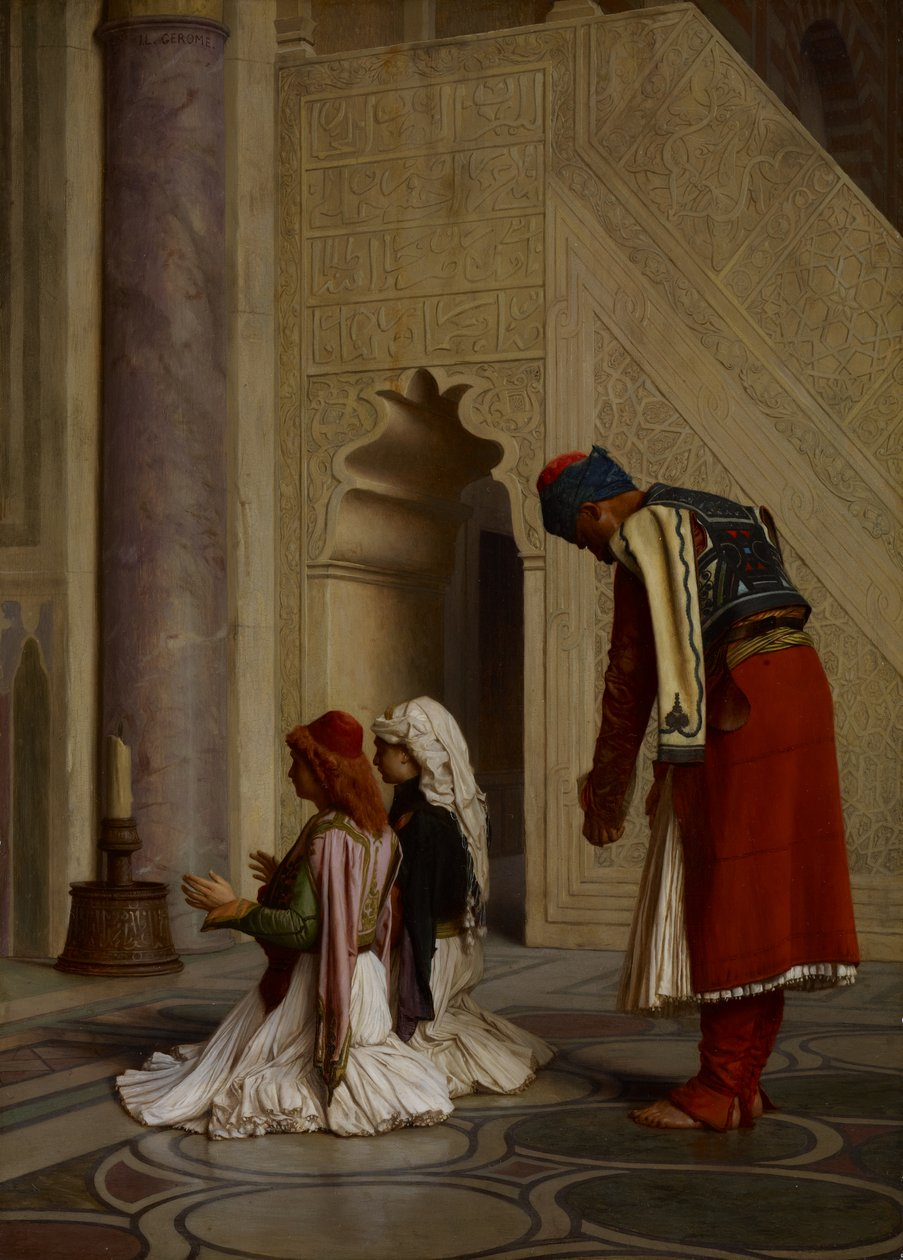
Молодые греки в мечети. Худ. Ж.-Л.Жером, 1865

## На Ближнем Востоке
Сегодня в ливанском городе Триполи проживает 7 тысяч, а в сирийской аль-Хамидии — 3 тысяч греков. Большинство из них — мусульмане критского происхождения. Они переселились сюда между 1866 и 1897 годами, по личному распоряжению султана Абдул-Хамида II, обеспокоенного судьбой мусульманского населения, оставшегося в христианском окружении. В честь султана и было названо сирийское поселение.
Греки-мусульмане Ливана по большей части сохранили язык и традиции. Христианские традиции по-прежнему бытуют у них: они моногамны и не приемлют развод. До Гражданской войны в Ливане община была тесносвязанной, а браки заключались практически исключительно внутри неё. Много греков покинуло Ливан вследствие войны.

## В Египте
В окрестностях монастыря Святой Екатерины живут бедуины Гембелия, так называемые «понтийские греки пустыни» — древняя греческая община, чья жизнь напрямую связана с монастырём. Они говорят на греческом языке и хранят некоторые христианские традиции, хотя по вероисповеданию мусульмане.
На Синай они пришли во время правления византийского императора Юстиниана, который профинансировал возведение монастыря и отправил в пустыню 200 семей из Понта для помощи монахам. В течение VII—VIII веков общество исламизировалось в результате браков с местными жителями, но при этом Гембелияне всё ещё говорят на понтийском языке и считают себя потомками ромеев.

## Галерея

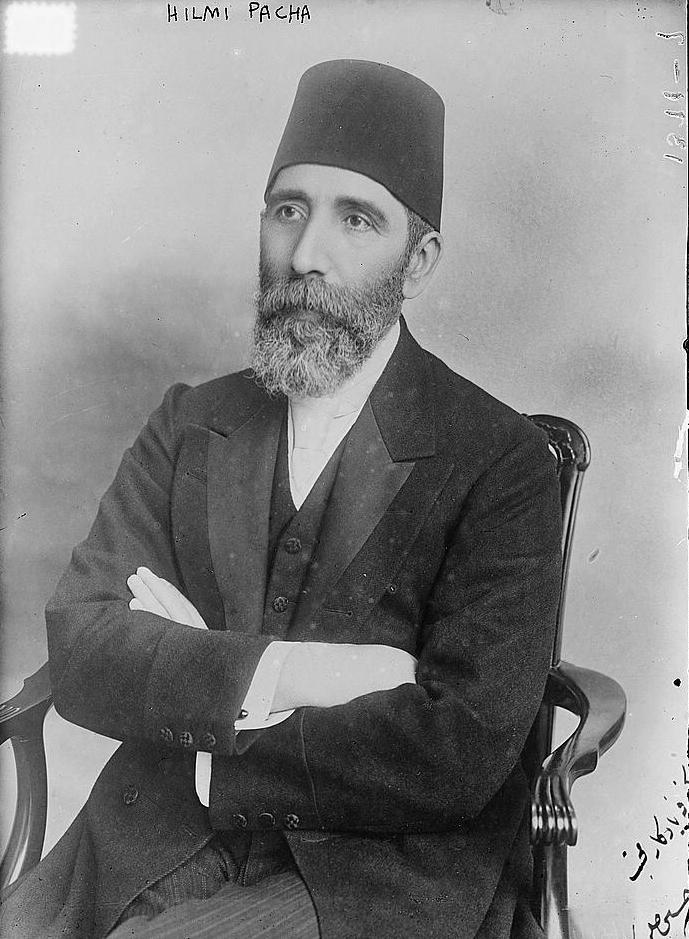
Хусейн Хильми-паша (1855–1922/1923) родился в мусульманской семье греческого происхождения на Лесбосе.
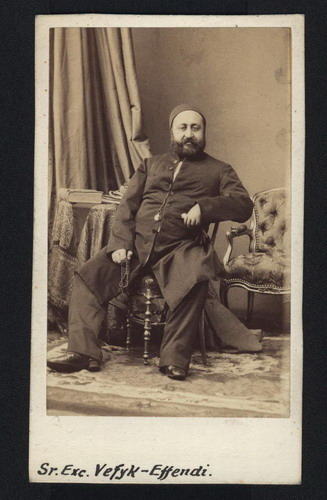
Ахмед Вефик-паша (1823–1891) — османский государственный деятель, дипломат и драматург греческого происхождения, который председательствовал в первом турецком парламенте
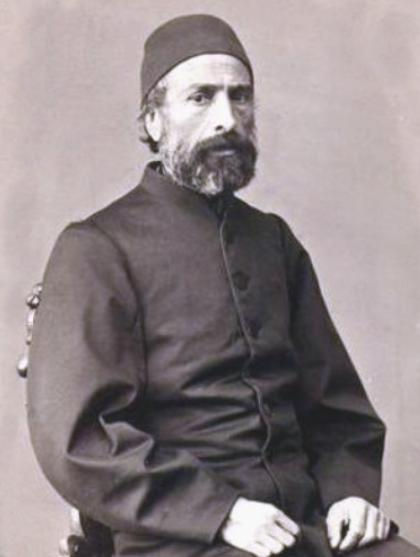
Ибрагим Эдхем-паша (1819–1893) был османским государственным деятелем греческого происхождения.
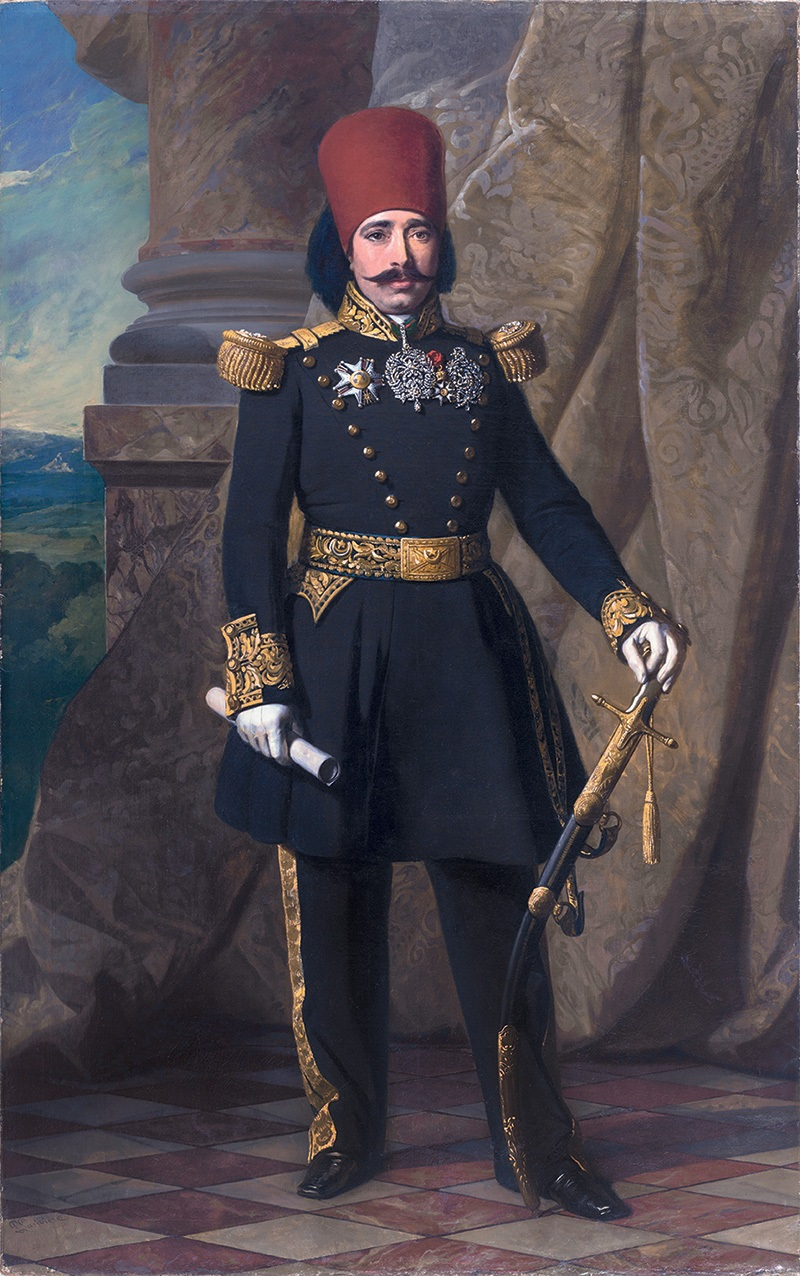
Мустафа Хазнадар (ок. 1817–1878) был греком-мусульманином, который занимал пост премьер-министра Туниса.
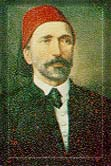
Исмаил Рагиб-паша (ок. 1819–1884) был греком, принявшим ислам, который был премьер-министром Египта.